# Arona (Itàlia)
Arona (pronunciació: (italià) [ aro-na ] ; piamontès: [ aˈrʊŋa ]; llombard: [ aˈruna ] ) és un municipi i comune del llac Maggiore, a la província de Novara (nord d'Itàlia). La seva principal activitat econòmica és el turisme, sobretot procedent de Milà, França i Alemanya.

## Història
Les troballes arqueològiques han demostrat que la zona del que avui és Arona va ser poblada entre els segles XVIII – XIII aC. A prop de la ciutat s'han trobat pilars prehistòrics i formen part dels pilars prehistòrics dels Alps, Patrimoni de la Humanitat per la UNESCO. Més tard va ser una possessió dels celtes, els romans i els llombards.
A l'època de l'Imperi Romà, Arona es va convertir en un punt d'interès essencial de la ruta del Simpló, utilitzat per l'exèrcit romà per a la conquesta de la regió de la Gàl·lia. Aquesta importància històrica es reflecteix en els artefactes descoberts d'una necròpolis romana, incloses urnes, testos de terracota i monedes, que actualment s'exposen al museu de la ciutat a la Piazza San Graziano.
Al segle XI es va fundar l'abadia benedictina dels sants Gracià i Felin, màrtirs.
Després del setge i destrucció de Milà el 1162 per l'emperador Frederic Barbarossa, molts dels exiliats es van refugiar a Arona.
Més tard la vila va ser una possessió dels Torriani i (des del 1277) de les famílies Visconti. Sota la família Visconti, Arona es va transformar en una fortalesa fortificada. També van concedir el territori a la benestant família Borromeo, que eren banquers benestants. Aquest petit poble va rebre un castell i un port ben defensat. A principis del segle XIV, la ciutat esdevingué una comuna lliure sota la sobirania de l'abadia. El 1439 va ser adquirida per Vitaliano Borromeo i, en conseqüència, la Casa de Borromeo. L'any 1538 va néixer Carlo Borromeo al Castell de la Roca d'Arona, convertint-se en una de les figures més significatives de la ciutat.
Va ser a Arona on Oscar Wilde, amb vint anys, va escriure el seu poema Rome Unvisited l'any 1875, viatjant amb el seu antic tutor de clàssics del Trinity College Dublin, JP Mahaffy, lamentant-se d'haver d'abandonar Itàlia abans de tenir l'oportunitat de visitar Roma.

## Geografia
La ciutat d'Arona es troba a la riba piemontesa del llac Maggiore i és travessada per la riera de Vevera, que desemboca al llac. Als voltants hi ha els baixos relleus muntanyosos d'origen morrènic incorporats al Parc Natural de Lagoni di Mercurago on, l'any 1860, es va identificar el primer assentament de palafites trobat a Itàlia. Els turons estan coberts generalment per boscos que ocupen més de la meitat del territori. El 33% de la superfície està ocupada per zones urbanitzades, el 9% per prats o pastures; percentatges més reduïts es destinen a parcs, jardins i zones verdes esportives (2,3%), horts, horts, vivers i vinyes (1,7%), herbacis en blanc (1%) i terres de conreu (0,4%).

## Principals llocs d'interès

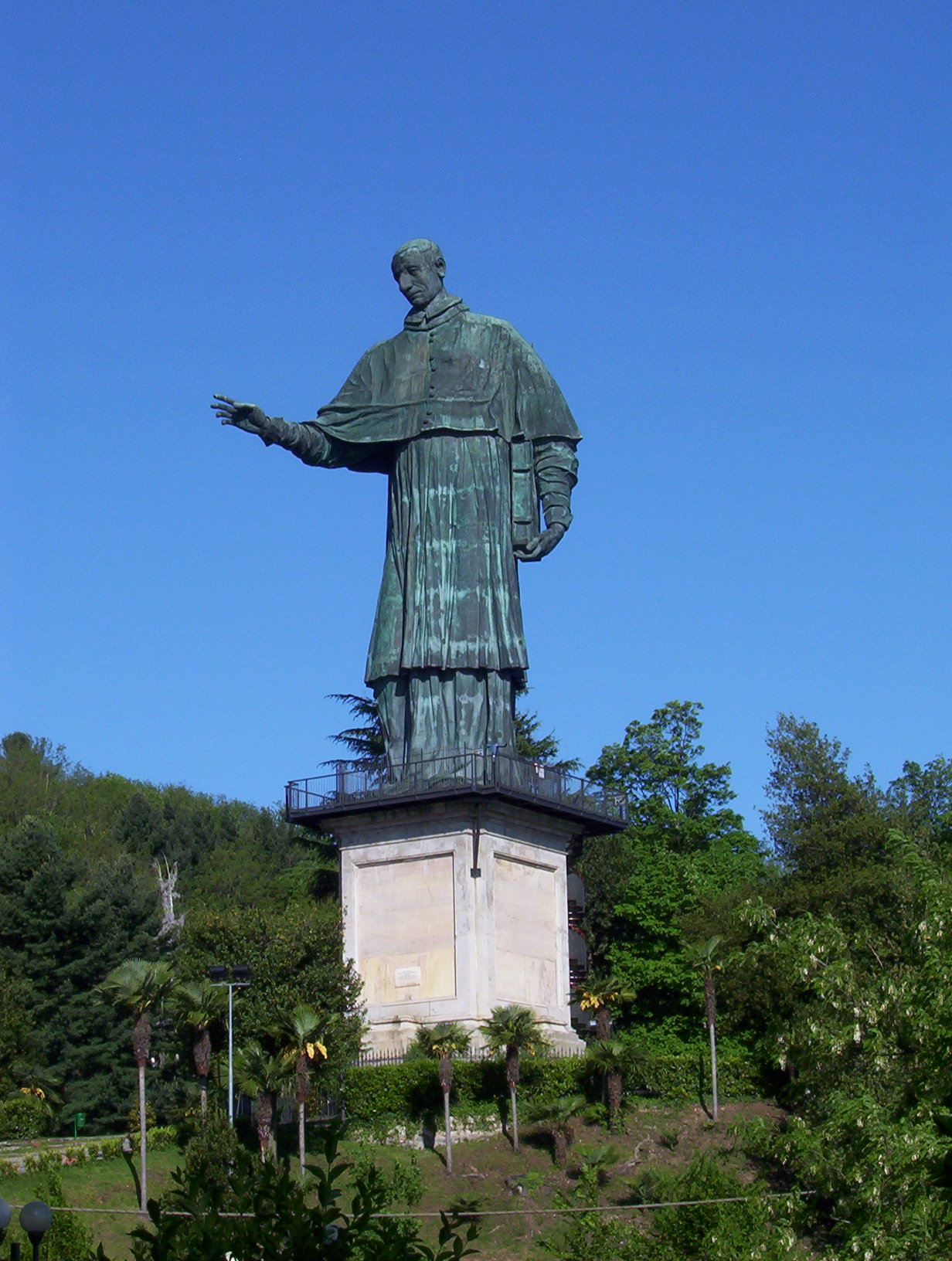
El famós Sancarlone, una estàtua gegant de Sant Carles Borromeo

Els principals atractius d'Arona són:
- Sancarlone. Aquesta estàtua gegant de Sant Carles Borromeo va ser encarregada pel cardenal Federico Borromeo, i la construcció va començar el 1614, finalitzada el 1698. Amb 35,10 m era l'estàtua de bronze més gran del món, només per darrere de l'Estàtua de la Llibertat. Es diu que els arquitectes de l'Estàtua de la Llibertat van consultar els plànols del Sancarlone quan van dissenyar els seus. L'estàtua estava pensada com a part d'un conjunt d'edificis i capelles que celebraven la vida de Sant Carles, del qual només es van completar tres capelles. Al costat de l'estàtua hi ha la basílica del segle XVII i l'antic Palau de l'Arquebisbe. Una versió més petita de l'estàtua, el Sancarlino, es pot veure al Corso Cavour de la ciutat.
- La Rocca ('El Castell') és un parc propietat de la família Borromeo. El parc albergava antigament el castell d'Arona, destruït pels exèrcits napoleònics, i fou bressol del mateix Sant Carles Borromeo. El parc és lliurement obert al públic i és un dels preferits de molts locals; molts animals es mantenen en semicaptivitat en diverses zones del parc.

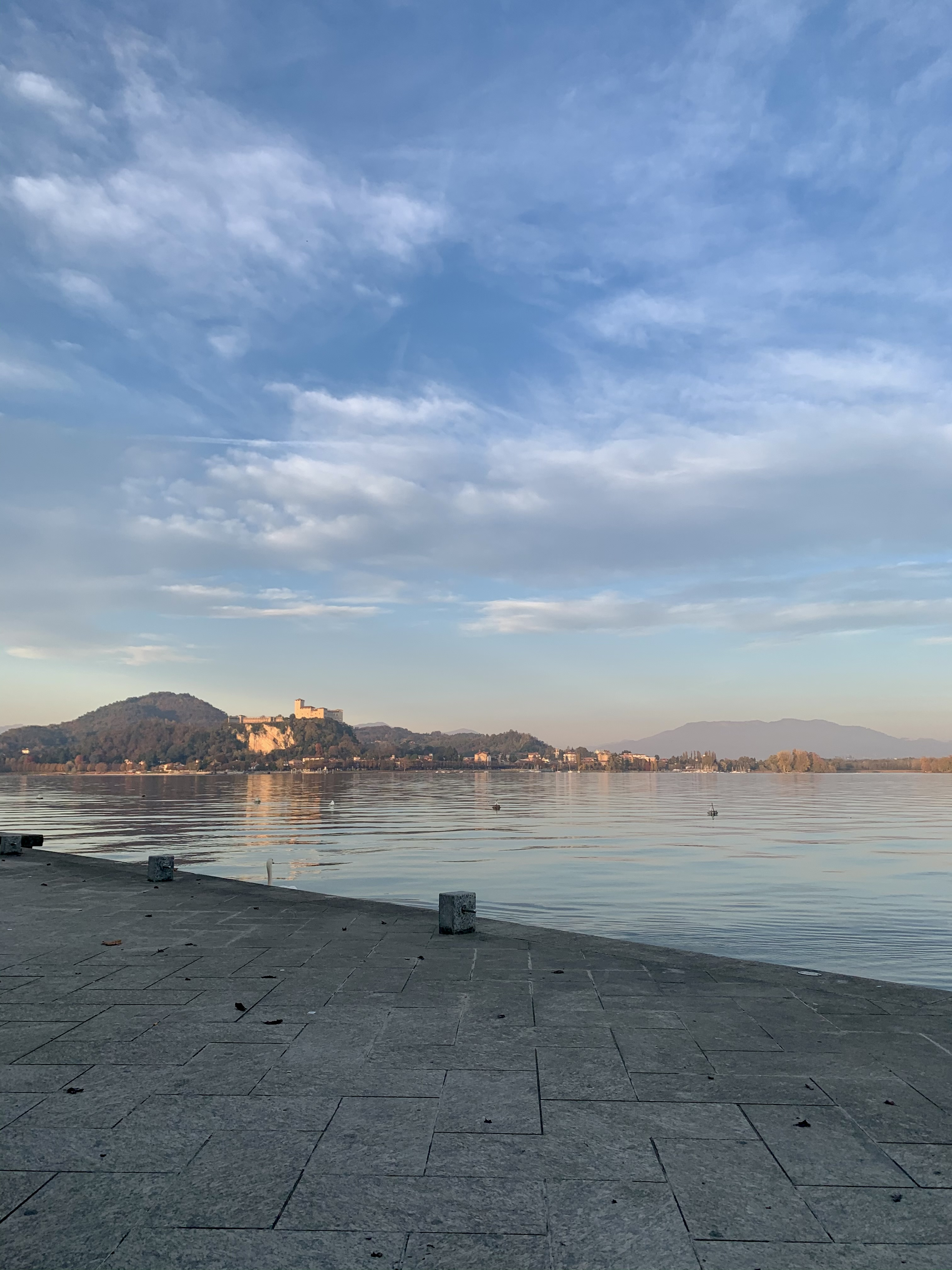
Riba del llac d'Arona mirant a Rocca Borromeo di Angera

- El Lungolago ('Riba del llac') ofereix una vista del castell a la riba oposada, la Rocca Borromeo di Angera, el llac i els Alps. Ara és possible nedar al llac Maggiore, després d'anys de contaminació. S'ha reformat una platja prop de la Piazza del Popolo al centre de la ciutat, anomenada Le rocchette ('Les roques').

- Collegiata della Natività di Maria Vergine (1482): l'església té pintures de la vida de la Mare de Déu de Pier Francesco Mazzucchelli, també conegut com Morazzone, i una Sagrada Família de Gaudenzio Ferrari.
- Santi Martiri
- Sacro Monte di Arona

La frazione de Mercurago acull el Parc Lagoni, una àrea protegida que inclou una torba, pastures dedicades a la cria de cavalls de pura sang i una zona boscosa. També hi ha algunes troballes arqueològiques de l'edat del bronze, incloses rodes antigues.

## Transport

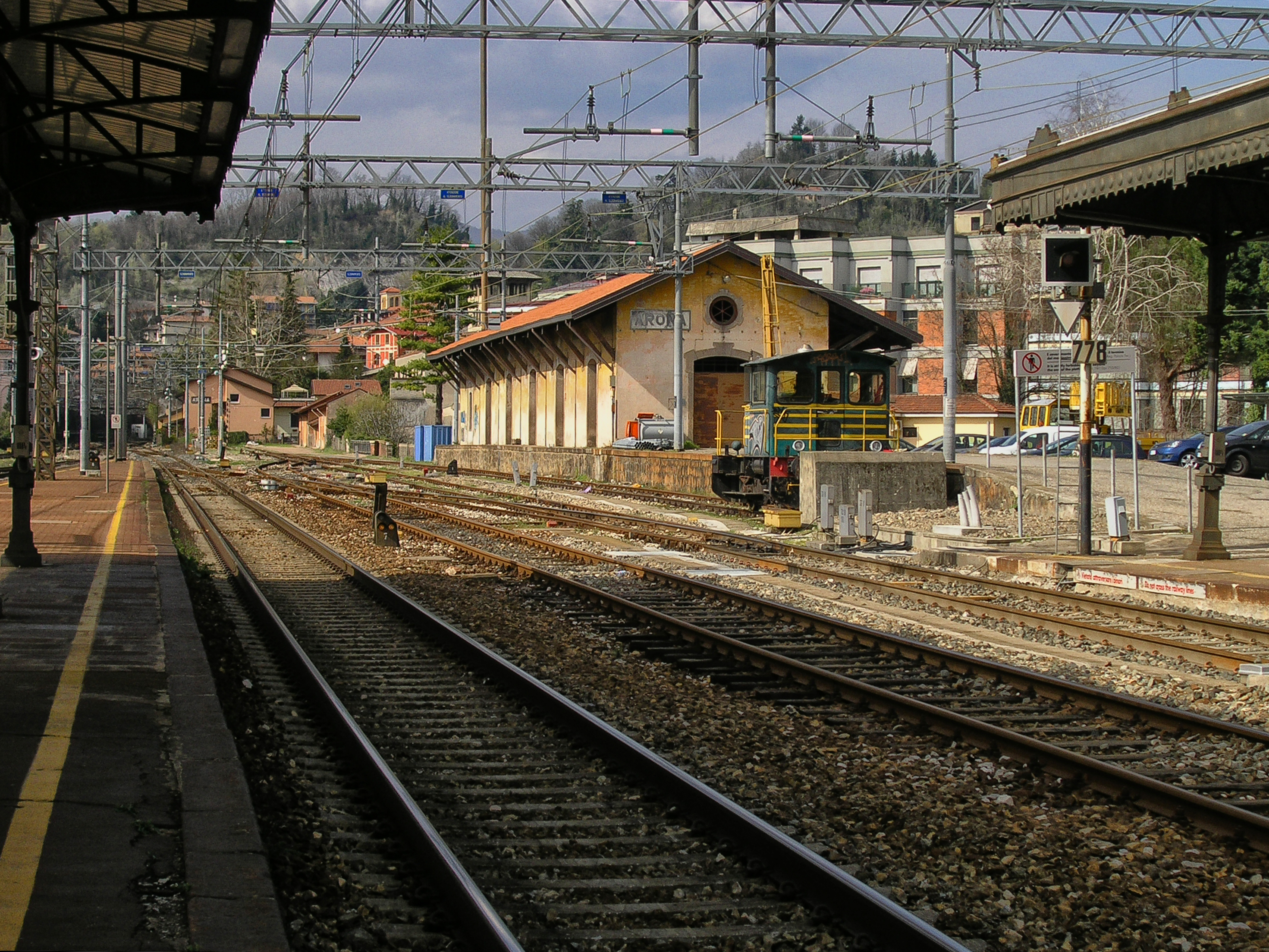
Estació de tren

Arona es troba 25 km al nord de l'aeroport internacional de Malpensa de Milà, en realitat més a prop que Milà mateix. També està connectat a la xarxa ferroviària, sent una de les principals parades de l'important enllaç entre Milà i Suïssa que passa per Domodossola (un altre enllaç paral·lel passa per Como). Arona és també l'última estació de dues línies de ferrocarril menor, que uneixen Arona amb Novara i amb Santhià; aquest últim utilitza trens dièsel d'un sol cotxe.
A causa de la grandària de la ciutat, no hi ha transport públic, però algunes companyies d'autobusos connecten la ciutat amb les seves frazioni de Dagnente, Campagna, Mercurago i Montrigiasco, i amb els municipis veïns.
Arona és a prop d'una confluència d'autopistes, i des d'allà es pot dirigir cap a Milà, Gènova i Gravellona Toce (on l'autopista es converteix en una simple carretera fins a Domodossola i continua cap a Suïssa). Mentre que hi ha una sortida d'autopista que porta el nom d'Arona, la sortida a Castelletto Ticino sol ser més còmoda per al viatger que ve des de la direcció de Milà.
La seu de Navigazione Lago Maggiore (empresa de ferris del Llac Maggiore) es troba a Arona, juntament amb la seva drassana. Arona és el port més al sud del llac Maggiore, i el transport amb vaixell o hidroala està disponible a banda i banda del llac fins a la ciutat suïssa de Locarno.

## Municipis del voltant
- Oleggio Castello
- Meina
- Comignago
- Dormelletto

## Agermananments
Arona està agermanada amb:
- Compiègne, França
- Arona, Canàries
- Huy, Bèlgica